# Baloghjkaszabia
Baloghjkaszabia es una familia de ácaros perteneciente al orden Mesostigmata.

## Especies
- Baloghjkaszabia Hirschmann, 1973
  - Baloghjkaszabia baloghi Hirschmann, 1973
  - Baloghjkaszabia baloghisimilis Hirschmann, 1973
  - Baloghjkaszabia baloghoides Hirschmann, 1973